# عين تقورايت
بلدية عين تاقورايت بعدد سكانه الإحدى عشر ألف نسمة من أقدم بلديات ولاية تيبازة حوالي 15 كم شرق مركز الولاية تأسست سنة 1878 من طرف الفرنسي جون بيرار التسمية التي فرضت على أهالي البلدية آنذاك بلدية بيرار مشهورة بشلال تاقورايت المرأة الأمازيغية الأسطورة التي تعاقبت حكاياتها على ألسنة مسني المنطقة وعلاقتها مع الشلال حسب سرد أحد أعيان المدينة.
أحرف الأسطورة مختصرة في أنه في قديم تاريخ الجزائر الأمازيغي كانت هناك امرأة عمياء اسمها تاقورايت تقطن بغابات المنطقة قصدت بنيتها الخالصة لتغسل وجهها من مياه منبع الشلال المتدفق أين من عليها الله باسترجاع بصرها ومن ذاك اليوم إلى يومنا هذا أصبحت بنات المنطقة والزائرات تضع شموعا على صخور الشلال وغسل وجوههن بمياهه· المدينة تطل على الواجهة البحرية شرق من البلديات الشرقية لولاية تيبازة تنتمي إلى دائرة بوإسماعيل ممتزجة بإبداع رباني في صورة تغمرها ألوان الطبيعة البحرية الغابية، الأزرق لون السماء والحرية والأخضر ظلال الوطنية، عندما دخلنا إلى مدينة عين تاقورايت شد انتباهنا البنايات العمرانية الاستعمارية والفيلات الفاخرة التي تعود إلى الحقبة الاستعمارية المطلة على واجهة الطريق الوطني رقم 11 وبعض الشوارع المجاورة، كما لمحنا توقف السيارات بكثافة ودون توقف أمام مقهى شعبي متواضع، وعندما قصدنا المكان ومباشرة بعد احتساء فنجان شاي تم تحضيره بالطريقة التقليدية وعلى حرارة هادئة تثيرها شظايا الجمر بدئت غيوم الاستغراب تنجلي أين جالسنا صاحب المقهى وفك لغز إقبال زبائن من شتى أنحاء قطر الوطن.
عين تاقورايت أسطورة المدينة السياحية المفقودة
تتمتع أسر عين تاقورايت باحتفاظها على سر الصناعة التقليدية خاصة منها صناعة أجمل الأواني الفخارية المزينة بالرسم والخطوط والأشكال ذات الطابع الأمازيغي المحلي الخاص بالمنطقة، ما يمكن أن يكون عامل سلب لعقول عشاق الأدوات التي تحمل مميزات قديمة ترمز للثقافة الأصلية الوطنية، وتكون مجالا للخوض في فلسفة السياحة، ما يفتح إمكانية التخفيف عن أقطاب السياحة بالولاية للحفاظ على التوازن وحسن التوزيع لصالح استثمار كل مواطني الولاية دون التخصيص لمنطقة على أخرى بمرجعية التساوي والتكافؤ في الإمكانيات والمؤهلات خاصة منها الطبيعية الخلابة من وجهة بحرية وجبلية غابية، والطبيعة البشرية الأمازيغية بثرائها الثقافي المعروف على مستوى قطر الوطن، وكانت لنواب المجلس الشعبي البلدي وجهة نظرهم فيما يخص الحرف التقليدية المتمثلة في أن هاته الصناعة قد اندثرت مع اندثار المسنين أجدادهم، وأن ما يمكن الاعتماد عليه في هذا القطاع فيما أعطى الخالق من مناظر طبيعية ومحاولتهم لاستغلال هذه الثروة· ويضيف بخصوص هذه النقطة استفادة بيرار من مشروع تهيئة مساحة خضراء فيها فضاءات للعب الأطفال بمنطقة الشلال منبع عين تاقورايت وتصل نسبة أشغالها إلى 65 بالمائة· كما صنفت السلطات الولائية شاطئ محي الدين عبد القادر كشاطئ مسموح للسباحة، هذا الأخير الذي يعاني من فقدانه لموقف السيارات